# Naturschutzgebiet Zülowgrabenniederung

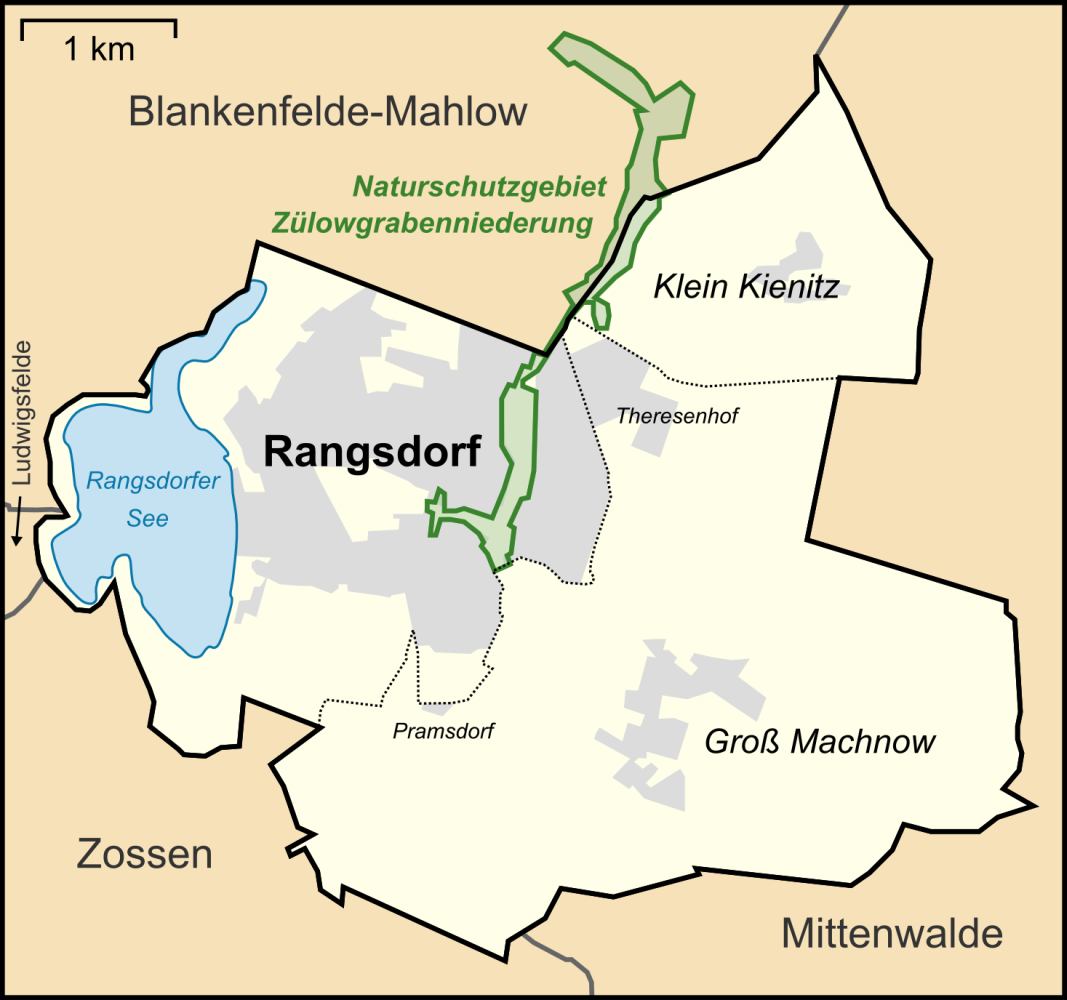
Lage des Naturschutzgebietes auf den Gebieten der Gemeinden Rangsdorf und Blankenfelde-Mahlow

Das Naturschutzgebiet Zülowgrabenniederung ist ein kleines Naturschutzgebiet auf den Gemarkungen Rangsdorf, Klein Kienitz (beide Gemeinde Rangsdorf), Dahlewitz und Groß Kienitz (beide Gemeinde Blankenfelde-Mahlow). Es umfasst ca. 113 Hektar und wurde am 25. November 2002 vom Landkreis Teltow-Fläming (Brandenburg) ausgewiesen.

## Lage
Das Naturschutzgebiet liegt etwa 10 bis 15 km südlich der Berliner Stadtgrenze im nördlichen Teil des Landkreises Teltow-Fläming. Es erstreckt sich vom Wiesengrund in Rangsdorf (auf der anderen Straßenseite beginnt das Naturschutzgebiet Machnower See), beiderseits des Zülowgrabens bis jeweils zur Bebauung, unter Einbeziehung der kleinen Zülowseen in der Niederung westlich der B 96; weiter unter der B 96 hindurch und entlang des Zülowgrabens bis zur Autobahn A 10 (Berliner Ring). Nördlich der Autobahn zieht es sich weiter beiderseits des Zülowgraben nach Nordosten bis fast zum Industriegebiet Groß Kienitz. Dort biegt es nach Nordwesten ab und erstreckt sich noch bis knapp an die L 402 heran, die von Dahlewitz nach Groß Kienitz führt.

## Schutzzweck
Das Naturschutzgebiet besteht im Wesentlichen aus einer schmalen Talrinne, die aus der Grundmoränenplatte des Teltow kommend zum Machnower See führt. Es dient zum Schutz und Erhaltung 
- wildlebender Pflanzengesellschaften, insbesondere charakteristischer und seltener, in ihrem Bestand bedrohter Gesellschaften der Torfstiche, Moorwälder, Erlen-Eschenwälder, Stieleichen-Hainbuchenwälder, Weidengebüsche, Röhrichte, Seggenrieder, feuchte Hochstaudenfluren und Feuchtwiesen[1] sowie
- wildlebender Tierarten, insbesondere des Fischotters; einer für Fließ- und Stillgewässer, strukturreiche Waldstandorte und Feuchtgebiete typischen Brutvogelfauna mit seltenen, in ihrem Bestand bedrohten oder störungsempfindlichen Arten; verschiedener, überwiegend in ihrem Bestand bedrohter Amphibien- und Reptilienarten[1].

Außerdem soll das Bachtal erhalten werden, da es eine verhältnismäßig seltene geomorphologische Struktur im alten Kreis Zossen darstellt und außerdem eine wichtige Funktion im Biotopverbund hat.